# Fon Klement
Fon Klement (Amsterdam, 11 november 1930 – Amsterdam, 9 oktober 2000) was een autodidactisch kunstenaar. Hij tekende en schilderde, maar was vooral bekend vanwege de voor hem typerende techniek van de hoogdruk boardsnede. 
Hij is in de jaren tachtig vooral bekend geworden door zijn kleurrijke bloemenstillevens. 